# Gare des Versannes
Gare des Versannes vasútállomás Franciaországban, La Douze településen.

## Vasútvonalak
Az állomást az alábbi vasútvonalak érintik:
- Niversac-Agen-vasútvonal

## Kapcsolódó állomások
A vasútállomáshoz az alábbi állomások vannak a legközelebb:
- Gare de Niversac
- Gare de Mauzens-Miremont